# Eben (Burgkunstadt)
Eben ist ein Weiler und Ortsteil der oberfränkischen Stadt Burgkunstadt, Landkreis Lichtenfels.

## Geographische Lage
Eben liegt auf 391 m ü. NHN auf einer Hanglehmschicht über Gesteinen des Schwarzen Jura am südlichen Rand des Gärtenroth-Veitlahmer Hügellandes, einem von Süden her gut hundert Meter hoch aufgeschobenen Hochplateau. Der Ortskern von Burgkunstadt befindet sich rund 7 km westlich. Die nächsten Ortschaften sind Gärtenroth, Lopphof, Danndorf, Schwarzholz und Eichberg.

## Geschichte
Die erste urkundliche Erwähnung war 1520 im Urbar des bambergischen Kastenamtes in Weismain.
Am 1. Januar 1977 wurde Eben im Zuge der Gemeindegebietsreform in Bayern als Teil der Gemeinde Gärtenroth zusammen mit deren weiteren Ortsteilen Wildenroth, Lopphof und Flurholz in die Stadt Burgkunstadt eingegliedert.

### Einwohnerentwicklung
| - 1827: 50 Einwohner - 1867: 46 Einwohner - 2001: 20 Einwohner - 2002: 21 Einwohner - 2003: 19 Einwohner - 2004: 22 Einwohner - 2005: 22 Einwohner - 2006: 21 Einwohner | - 2007: 23 Einwohner - 2008: 19 Einwohner - 2009: 22 Einwohner - 2010: 27 Einwohner - 2011: 29 Einwohner - 2012: 29 Einwohner - 2013: 29 Einwohner |